# Lasionycta lagganata
Lasionycta lagganata là một loài bướm đêm thuộc họ Noctuidae. Nó là loài duy nhất được tìm thấy ở three localities ở tây nam Canada: Banff và Waterton National Parks ở Alberta và dãy núi Purcell ở tây nam British Columbia.
It is diurnal và flies on fine shale scree slopes with sparse vegetation.
Con trưởng thành bay từ giữa tháng 7 tới giữa tháng 8.